# الأسد ليو

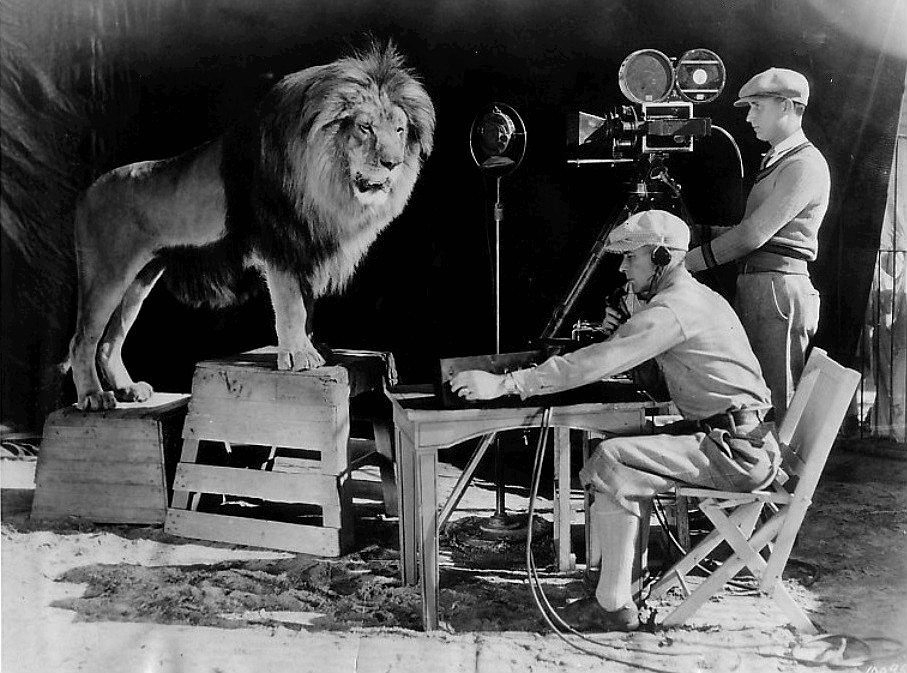
صورة من العام 1928 أثناء تصوير الأسد جاكي (الأسد الثاني).

الأسد ليو، هو اسم تجاري للأسد الذي يظهر بالعادة في أفلام مترو غولدوين ماير وهي شركة أمريكية للإعلام، وتميزت بشعارها الذي يحتوي على الأسد في وسطه. فمنذ عام 1917 (منذ تأسيس الشركة) قررت الشركة استخدام طريقة فريدة لوجهتها في الأفلام وكعلامة تجارية، ولأن المخرج والمنتج السينمائي ألفريد هتشكوك كان من أهم مخرجي أفلام الرعب منذ أواخر القرن التاسع عشر وحتى ثمانينات القرن العشرين، فقد أخرج مقدمة شركة «مترو جولدن ماير» التي كان بطلها «أسد» وهو يقوم بالزئير، لم تعتمد الشركة على أسد واحد طيلة مسيرتها الإعلامية، بل كانوا سبعة أسود وكلهم ظهروا للعلن باسم «ليو» كعلامة تجارية خاصة بالشركة. بدأت الفكرة في عام 1924، وعلى مدى العقود توالوا سبعة أسود ظهروا للعلن باسم ليو وهم الأسد سلاتس (بالإنجليزية: Slats) والذي استمر حتى عام 1928، والأسد جاكي (بالإنجليزية: Jackie)، والأسد تيلي (بالإنجليزية: Telly)، والأسد كوفي (بالإنجليزية: Coffee)، والأسد تانير (بالإنجليزية: Tanner)، والأسد جورج (بالإنجليزية: George)، وكان الختام مع الأسد الذي حمل اسم «ليو» فعلًا (بالإنجليزية: Leo) الذي زأر في عام 1957 وبقي صوته إلى يومنا الحالي.

## قائمة الأسود
| الأسود الذين ظهروا كعلامة تجارية لشركة مترو غولدوين ماير | الأسود الذين ظهروا كعلامة تجارية لشركة مترو غولدوين ماير | الأسود الذين ظهروا كعلامة تجارية لشركة مترو غولدوين ماير | الأسود الذين ظهروا كعلامة تجارية لشركة مترو غولدوين ماير | الأسود الذين ظهروا كعلامة تجارية لشركة مترو غولدوين ماير |
| الاسم                                                    | الصورة                                                   | تعريف | الفترة                                                   |                                                          |
| -------------------------------------------------------- | -------------------------------------------------------- | --- | -------------------------------------------------------- | -------------------------------------------------------- |
| سلاتس                                                    |                                                          | الأسد سلاتس، تدرب على يد فولني فيفر، وكان أول الأسود ظهوراً للشركة، ولد في حديقة حيوانات دبلن في 20 مارس 1919، وتوفي في 1936. | مُنذ عام 1924 إلى عام 1928                                |                                                          |
| جاكي                                                     |                                                          | الأسد جاكي، تدرب على يد ميل كونتز، وكان الأسد الثاني الذي يُستخدم كوجهة وعلامة تجارية للشركة، وظهر في جميع أفلام الأسود والأبيض أما الأفلام الملونة فقد وضعوا ثلاثة أسود آخرين في فترته لتمييز هذه الأفلام، توفي في 25 فبراير 1935.                                  | مُنذ عام 1928 إلى عام 1956.                               |                                                          |
| تيلي                                                     |                                                          | منذ عام 1928 بدأت الشركة بتجربة بعض الفقرات والمسلسلات الكرتونية القصيرة بالألوان، واختارت وضع أسدين مختلفين، كعلامة تمييز لهذه الأفلام، أحد الأسديّن كان تيلي، الذي ظهر في جميع الأفلام الملوّنة لمدة أربع سنوات.                                                    | مُنذ عام 1928 إلى عام 1932.                               |                                                          |
| كوفي                                                     |                                                          | منذ عام 1928 بدأت الشركة بتجربة بعض الفقرات والمسلسلات الكرتونية بالألوان، واختارت وضع أسدين مختلفين، كعلامة تمييز لهذه الأفلام، أحد الأسديّن كان كوفي، الذي ظهر في جميع الأفلام الملوّنة لمدة ثلاث سنوات.                                                            | مُنذ عام 1932 إلى عام 1935                                |                                                          |
| تانير                                                    |                                                          | في عام 1934 بدأت الشركة بإنتاج أفلامها الطويلة عن طريق التصوير بالألوان، وقررت وضع الأسد تانير كعلامة مميزة لهذه الأفلام، الذي استمر أكثر من عشرون عاماً. | مُنذ عام 1934 إلى عام 1956                                |                                                          |
| جورج                                                     |                                                          | جورج هو الأسد السادس، تم استخدامه بدلاً من الأسد جاكي وتانير، استخدم كعلامة تجارية لمدة عاميّن فقط، منذ عام 1956 وحتى 1957، وفي العام 1958 إلى العام 1959 كان يستخدم كعلامة تجارية بجانب العلامة الحالية لمدة عام واحد فقط.                                           | مُنذ عام 1956 إلى عام 1957                                |                                                          |
| ليو                                                      |                                                          | الأسد ليو، هو آخر الأسود السبعة، والذي استمر كعلامة تجارية وكواجهة أفلام منذ عام 1957 وحتى يومنا هذا، وبذلك يكون أطول الأسود السبعة ظهوراً بعدد السنوات، وُلِد في حديقة حيوان برجرز في آرنم في هولندا، تم شراؤه من تاجر الحيوانات هنري تريفيلج وتدرب على يد رالف هلفر. | مُنذ عام 1957 وحتى الآن                                   |                                                          |